# Movilización militar de Rusia de 2022
El 21 de septiembre de 2022, el presidente Vladímir Putin anunció una movilización parcial en Rusia durante la invasión rusa de Ucrania que estalló en febrero del mismo año, con la firma del correspondiente decreto n.º 647. La decisión se tomó poco después de la exitosa contraofensiva ucraniana en el óblast de Járkov y un día después del anuncio de los referéndums sobre la adhesión de las provincias de RPD, LPR, Jersón y Zaporizhzhia. En su discurso, Putin dijo que la movilización parcial le fue sugerida por el Ministerio de Defensa y el Estado Mayor General de las Fuerzas Armadas. El ministro de Defensa, Sergei Shoigu, anunció que Rusia tiene una "gran reserva de movilización" y planea movilizar 300.000 en reserva. Sin embargo, no es posible verificar con precisión los datos sobre los planes de movilización, ya que el párrafo 7 del decreto, según Peskov, relacionado con el número de movilizados, se clasifica como "solo para uso oficial". Técnicamente, las actividades de movilización comenzaron de inmediato.
Con el anuncio de la movilización, Putin intensificó los esfuerzos militares de Rusia en la guerra con Ucrania. A pesar de la retirada masiva de las tropas rusas del óblast de Járkov central y oriental, Putin sostuvo en su discurso que los objetivos de Rusia en Ucrania no habían cambiado. El discurso de Putin fue pregrabado (al igual que el que se transmitió horas antes de la invasión) y se transmitió a las 10:00 hora de Moscú (UTC+3), de modo que todas las regiones de Rusia fueron notificadas simultáneamente. El discurso siguió a las enmiendas de la Duma del Estado al Código Penal relativas, entre otras, a una pena de hasta 10 años de prisión por "deserción militar". Putin acusó a los Estados Unidos y la Unión Europea de " chantaje nuclear" contra Rusia y recordó la presencia de sus propias armas. Putin reafirmó su apoyo a los referéndums anunciados apresuradamente que allanan el camino para que los territorios ucranianos ocupados sean declarados parte de Rusia, utilizando la convocatoria de referéndums para justificar la necesidad de movilización.

## Anuncio de un decreto

### Publicación oficial y entrada en vigor
El Decreto Presidencial de 21 de septiembre de 2022 No. 647 "Sobre el anuncio de movilización parcial en la Federación de Rusia" se publicó en el Portal Oficial de Información Jurídica de Internet pravo.gov.ru el 21 de septiembre de 2022. También el Decreto fue publicado el 22 de septiembre de 2022 en la portada del número 223(8861) de la Rossíiskaya Gazeta.
Según el punto 10 del Decreto, este Decreto entró en vigor el día de la publicación oficial (es decir el 21 de septiembre de 2022, cuando el Decreto se publicó en el Portal Oficial de Información Jurídica de Internet).

### Discurso televisado de Putin
El 21 de septiembre, Vladímir Putin anunció una movilización parcial en Rusia en un discurso que se emitió a las 9:00 hora de Moscú. En su discurso televisado, dijo que el país está en guerra con el "Occidente colectivo", amenazando implícitamente el uso de armas nucleares. Dijo que "para proteger nuestra patria, su soberanía e integridad territorial, y para garantizar la seguridad de nuestro pueblo y gente en los territorios liberados", decidió declarar una movilización parcial. Putin dijo que "solo los ciudadanos que están en la reserva" están sujetos al servicio militar obligatorio, principalmente las personas que anteriormente sirvieron en el ejército.

## Organización

### Texto del decreto
El decreto de movilización parcial no dice que sólo los militares de reserva están sujetos al servicio militar obligatorio. El decreto enumera las causales de despido del servicio militar: edad, estado de salud, sentencia judicial a prisión. Se concede aplazamiento del servicio militar obligatorio a los empleados del complejo industrial-militar.
La ley de movilización limita la salida del país a los ciudadanos que estén registrados en las fuerzas armadas:

Los ciudadanos que estén registrados en las fuerzas armadas, desde el momento del anuncio de la movilización, tienen prohibido salir de su lugar de residencia sin el permiso de las comisarías militares, órganos ejecutivos federales que tienen una reserva.

- El párrafo 2 del artículo 21 de la Ley Federal del 26 de febrero de 1997 No. 31-FZ "Sobre la preparación de la movilización y la movilización en la Federación Rusa"

Los diputados de la Duma estatal votaron a favor de la introducción de los conceptos de "tiempo de guerra" y "ley marcial" el día antes del anuncio de la movilización. Los senadores y diputados de la Duma estatal no están sujetos a movilización.

#### El párrafo 7
El periódico independiente en línea Novaya Gazeta Europe, una nueva edición de Novaya Gazeta, informó que el artículo clasificado 7 otorga al Ministerio de Defensa permiso para movilizar hasta un millón de hombres. Dmitri Peskov llamó a esta información "una mentira".
De manera similar, el periódico independiente en línea Meduza menciona que 1,2 millones de personas serán reclutadas en la movilización parcial y cita una fuente cercana a uno de los ministerios federales del país.

### Ciudadanos a movilizar

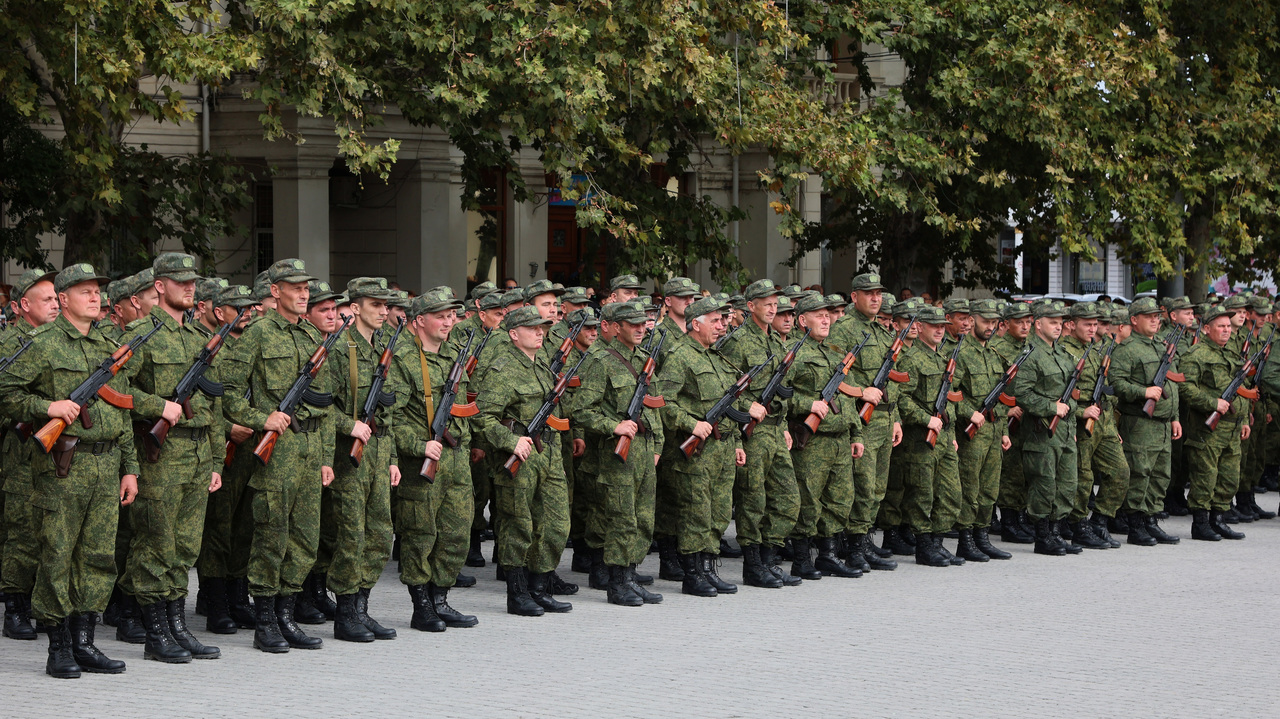
El jefe de la República de Crimea, Serguéi Aksenov, participó en la despedida de los militares de la República de Crimea y de la ciudad heroica de Sebastopol, que fueron llamados al servicio militar en el marco de una movilización parcial.

Según el discurso televisado de Putin, "solo los ciudadanos que se encuentran actualmente en la reserva y, sobre todo, aquellos que sirvieron en las fuerzas armadas, tienen ciertas especialidades militares y experiencia relevante estarán sujetos al servicio militar obligatorio". Según Shoigu, se planea movilizar 300.000 reservistas. Los reclutas serán enviados para entrenamiento o reentrenamiento, luego de lo cual irán a Ucrania para participar en las hostilidades. A los reservistas se les puede prohibir salir de Rusia después de recibir una citación.
La declaración de Shoigu sobre el reclutamiento de 300.000 reservistas no se correlaciona con sus otras declaraciones sobre pérdidas insignificantes del ejército ruso. Shoigu habla de la pérdida de menos de 6.000 soldados o alrededor del 3% de las fuerzas rusas participantes. Ucrania estima el número de pérdidas de la Federación Rusa 10 veces más.
La politóloga Ekaterina Schulmann señaló que según el texto del decreto de movilización de Putin, "cualquiera puede ser convocado, excepto los trabajadores del complejo militar-industrial". El jefe del grupo de derechos humanos Agora , el abogado Pavel Chikov, expresó la opinión de que "[de hecho] el Ministerio de Defensa ruso decidirá a quién, de dónde y en qué cantidad enviar a la guerra". El símbolo Z en una valla publicitaria dice en ruso: За Путина, iluminado. 'Por Putin'
El 22 de septiembre, el jefe de Chechenia, Ramzan Kadyrov , en una reunión con el cuartel general operativo para realizar una operación militar especial, dijo que la movilización no se llevaría a cabo en la República de Chechenia . Explicó esto diciendo que durante la guerra en Ucrania, la república "cumplió en exceso el plan".

### Implementación
Los comisarios militares de algunas regiones rusas prohibieron a las personas en la reserva, que no tienen órdenes de movilización en sus manos y que no han recibido citaciones, viajar fuera de los distritos (ciudades) donde residen permanentemente, y aquellas que recibieron una citación o han recibido una orden de movilización estaban obligados a presentarse en los puntos y términos especificados en estos documentos. Se ordena a los patrones de las personas que hayan recibido citaciones o tengan órdenes de movilización, que realicen arreglos completos con dichas personas y aseguren su comparecencia en los puntos y tiempos señalados en estos documentos.
La evasión del servicio militar obligatorio, la rendición voluntaria y la deserción durante la movilización o en tiempo de guerra se castigarán con hasta 10 a 15 años de prisión.

### Fechas
En una de las comisarías militares de Omsk , se les dijo a las familias de los reclutas que habría tres oleadas de movilización: del 26 de septiembre al 10 de octubre, del 11 al 25 de octubre y del 26 de octubre al 10 de noviembre. Esto se evidencia en una grabación de audio de una reunión de la oficina de registro y alistamiento militar. La información sobre tres oleadas de reclutamiento también se confirma desde Krasnoyarsk Krai : el comisariado militar local dijo lo mismo.
El comisario militar del Óblast de Kaliningrado , coronel Yuriy Boychenko, respondió públicamente a la pregunta de un periodista sobre si se había determinado la fecha en la que se distribuirían las citaciones: “Las citaciones se distribuirán antes del decreto presidencial correspondiente”.

## Reacciones

### En Rusia
El político opositor Alekséi Navalni, condenado a 10 años de cautiverio ruso, acusó al presidente Putin de crear una “tragedia masiva” con un “número masivo de muertes” solo para mantener su poder personal. Navalny habló de una “guerra criminal” y calificó la movilización como un “crimen contra su país” y llama a protestas masivas.